# Troya pustulata
Espèce
Synonymes
- Prostygnidius pustulatus Roewer, 1915

Troya pustulata est une espèce d'opilions laniatores de la famille des Nomoclastidae.

## Distribution
Cette espèce est endémique du département de Tolima en Colombie.

## Description
Le mâle holotype mesure 4 mm.

## Systématique et taxinomie
Cette espèce a été décrite sous le protonyme Prostygnidius pustulatus par Roewer en 1915. Elle est placée dans le genre Troya par Villarreal et Kury en 2023.

## Publication originale
- Roewer, 1915 : « 106 neue Opilioniden. » Archiv für Naturgeschichte, vol. 81, no 3, p. 1–152 (texte intégral).